# (6093) Makoto
(6093) Makoto (1990 QP5) – planetoida z pasa głównego asteroid okrążająca Słońce w ciągu 3,91 lat w średniej odległości 2,48 j.a. Odkryta 30 sierpnia 1990 roku.